# Marcelo De Césari
Marcelo De Césari (ur. ? – zm. ?) – argentyński piłkarz, grający podczas kariery na pozycji napastnika.

## Kariera klubowa
Marcelo De Césari piłkarską karierę rozpoczął w Atlancie Buenos Aires w 1917. W latach 1922–1923 występował w Boca Juniors. Z Boca Juniors zdobył mistrzostwo Argentyny w 1923. W 1923 ponownie był zawodnikiem Atlanty, a w latach 1925-1926 w drugoligowym San Telmo Buenos Aires.

## Kariera reprezentacyjna
W reprezentacji Argentyny De Césari występował w 1922. W reprezentacji zadebiutował 18 października 1922 w wygranym 2-0 meczu z Paragwajem podczas Mistrzostw Ameryki Południowej.
Drugi i ostatni w reprezentacji wystąpił 22 października 1922 w wygranym 2-1 meczu z Brazylią, którego stawką było Copa Roca.
| Mecze i gole w reprezentacji | Mecze i gole w reprezentacji | Mecze i gole w reprezentacji | Mecze i gole w reprezentacji | Mecze i gole w reprezentacji | Mecze i gole w reprezentacji | Mecze i gole w reprezentacji |
| #                            | Data                         | Miasto                       | Przeciwnik                   | Gol                          | Wynik                        | Rozgrywki                    |
| ---------------------------- | ---------------------------- | ---------------------------- | ---------------------------- | ---------------------------- | ---------------------------- | ---------------------------- |
| 1.                           | 18.10.1922                   | Rio de Janeiro               | Paragwaj                     |                              | 2:0                          | Copa América                 |
| 2.                           | 22.10.1922                   | Rio de Janeiro               | Brazylia                     |                              | 2:1                          | Copa Roca                    |